# Pagnano (Asso)
Pagnano è una frazione geografica del comune italiano di Asso posta a nord del centro abitato, verso Lasnigo.

## Chiesa dell'Immacolata

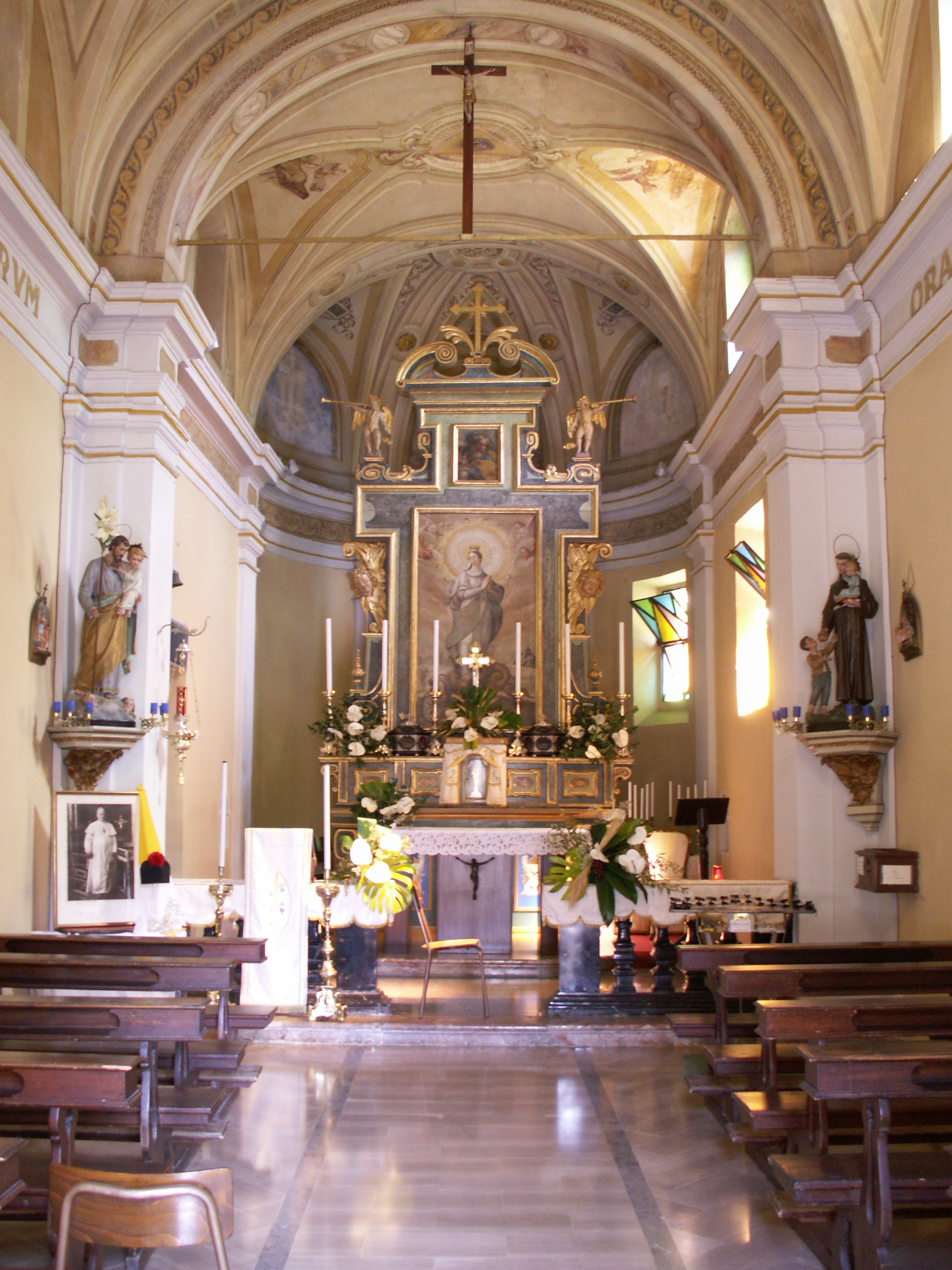
Interno della Chiesa di Pagnano

Bella chiesetta (secoli XVI-XVII) sita in Piazza della Chiesa - la seconda piazza del paese dopo Piazza Grande - con altare ligneo e grande immagine della Madonna che schiaccia la testa al drago; ai due lati belle statue di Sant'Antonio e San Giuseppe restaurate e dipinte nel 1965 da Elsa Bovera (dalla stessa nel 1975 sono state colorate le basi). Sopra il portale in legno è presente una bella vetrata raffigurante la classica scena di San Luigi Gonzaga che riceve la Prima Comunione da San Carlo Borromeo. La Chiesa è dedicata a Santa Maria Immacolata.

## Storia

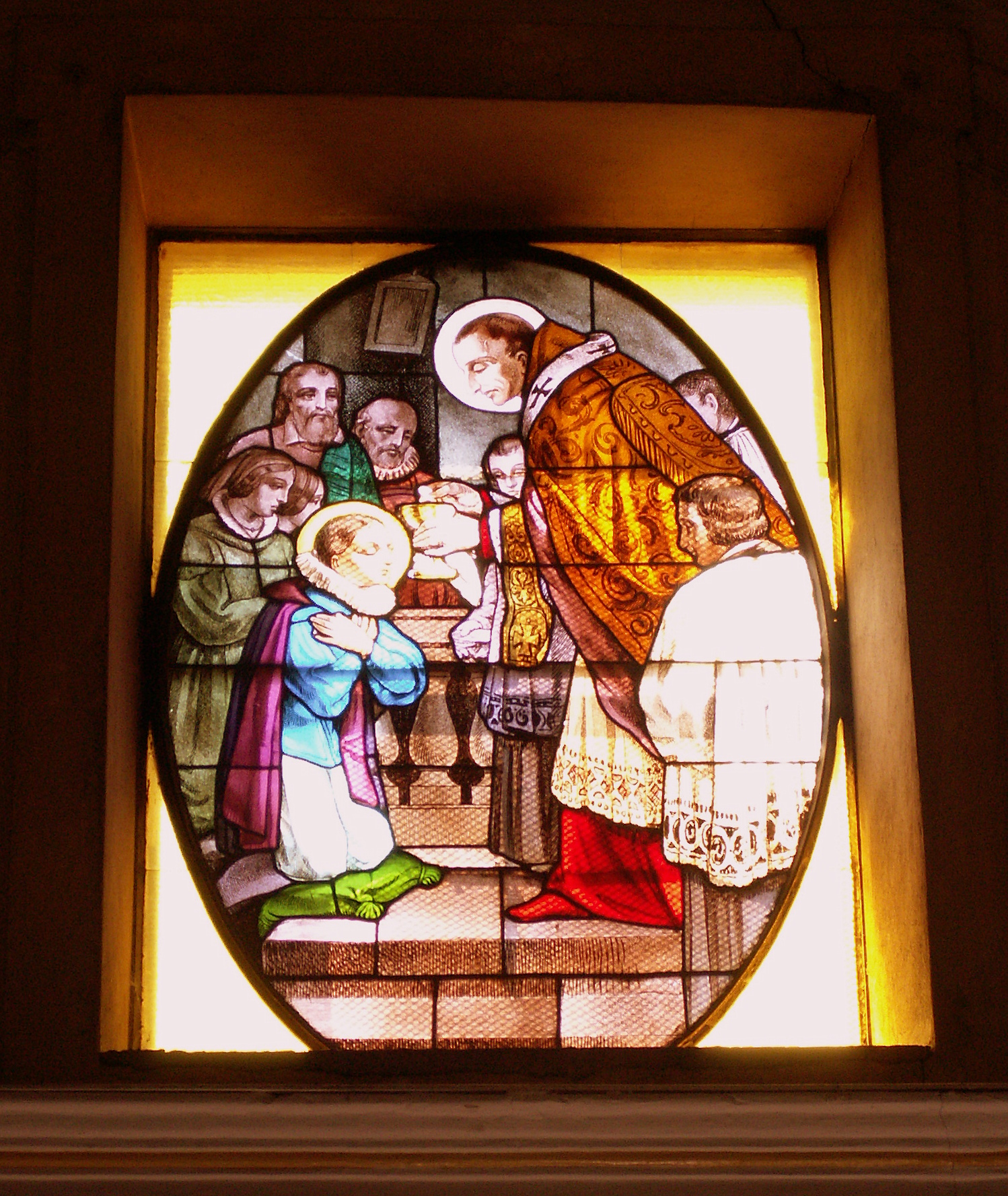
La Prima Comunione di San Luigi Gonzaga

Pagnano fu un antico comune del Milanese.
Registrato agli atti del 1751 insieme alle cascine di Gemù, Gallegno, Mudrone, Brazzova, Fraino e Megna come un villaggio di 169 abitanti, nel 1786 entrò per un quinquennio a far parte della Provincia di Como, per poi cambiare continuamente i riferimenti amministrativi nel 1791, nel 1797 e nel 1798, quando contava 428 anime.
Portato definitivamente sotto Como nel 1801, alla proclamazione del regno d'Italia napoleonico nel 1805 risultava avere 354 abitanti. Nel 1809 il municipio fu soppresso su risultanza di un regio decreto di Napoleone che lo unì per la prima volta ad Asso, ma il Comune di Pagnano fu restaurato nel 1816 dagli austriaci dopo il loro ritorno. Nel 1853 il paese risultò essere popolato da 517 anime, salite a 525 nel 1871, mentre nel 1875 cambiò nome in Pagnano Valassina per distinguerlo da altre località omonime. Il municipio fu tuttavia di lì a poco definitivamente soppresso con un decreto di Vittorio Emanuele II nel 1880, unendolo a nuovamente a Asso (Italia) replicando l'antico modello napoleonico.